# Peter Burrell (1724-1775)
Pour les articles homonymes, voir Peter Burrell et Burrell.
Peter Burrell (27 août 1724 – 6 novembre 1775) est un homme politique et un avocat britannique.

## Biographie
Né à Londres, il est le fils de Peter Burrell (1692-1756) (en) et sa femme Amy Raymond, fille de Hugues Raymond. Son oncle est Sir Merrik Burrell, 1er baronnet et son jeune frère, Sir William Burrell, 2e baronnet. Burrell fait ses études au St John's College de Cambridge, et obtient un Baccalauréat ès Arts en 1745, puis un Master en Arts. En 1749, il devient avocat à lincoln's Inn. Il siège comme député à la Chambre des communes du Royaume-Uni pour Launceston de 1759 à 1768 et par la suite comme député de Totnes jusqu'en 1774. En 1752, il est Fellow de la Royal Society, et en 1769, il est nommé Arpenteur Général des Terres, des Revenus de la Couronne.

## Famille
Le 28 février 1748, il épouse Elizabeth Lewis, fille de John Lewis de Hackney; ils vivent à Langley Park. Ils ont quatre filles et un fils, Peter Burrell (1er baron Gwydyr). Leur deuxième fille, Isabella (1750-1812) épouse Algernon Percy (1er comte de Beverley), et est l'ancêtre des Ducs de Northumberland. Leur troisième fille Frances Julia Burrell épouse Hugh Percy (2e duc de Northumberland) en 1779, et est mère du troisième Duc de Northumberland, également nommé Hugh, et d'Algernon Percy (4e duc de Northumberland). Leur quatrième fille, Elisabeth, s'est mariée d'abord à Douglas Hamilton (8e duc de Hamilton) puis à Henry Cecil (1er marquis d'Exeter).